# Antonio Carlos González
Antonio Carlos González (Badajoz, 1941 - Valencia, 1999) es un poeta extremeño perteneciente a la generación española de los años setenta.
En 1989 fundó con Miguel Argaya la revista literaria Omarambo, y en 1998 Norma. Revista de poesía y pensamiento.
Su obra poética se compone de los siguientes títulos:
Versos errantes, 1965; Gritos de amor y rebelión, 1973; Letanías, 1978; Luz en el vértice de la muerte, 1980; Entorno de los límites, 1981; Única melancolía, 1983; Tu remoto cuerpo, 1985; Al otro lado del nombre, 1988; Pez inmóvil, 1992; Y con la luz del vacío, 1996; Ausencia y retorno de la presencia y la infinitud, 1996, inédito; Tu dulce sombra pensada, 1999; Rosa y ceniza de tus labios, 2002, póstumo.
- Datos: Q5698004